# Disneyland Tokio
Disneyland Tokio, angleško Tokyo Disneyland, je 53 kvadratnih km velik zabaviščni park, ki se nahaja v Letovišču Tokio Disney, ki se nahaja v mestecu Uraya v prefekturi Chiba, v bližini vzhodno od japonskega Tokia. To je bil prvi Disneyev park, ki je bil zgrajen izven ZDA. Odprli so ga  15. aprila, 1983. Park je zgradilo podjetje Walt Disney Imagineering, specializirano za zabavišne parke. Zgrajen je v istem slogu kot Disneyland Kaliforniji in Magic Kingdom na Florida. Park je v lasti japonskega podjetja The Oriental Land Company, ki je za ta park odkupil pravice od The Walt Disney Company. Poleg njega je samo še sorodni park Tokyo DisneySea, edini Disneyev park, ki nista v lasti The Walt Disney Company.
Park je razdeljen na sedem območij, ki se med seboj dopolnjujejo v prav posebnem stilu. Sestavljajo ga World Bazaar oz. »Main Street, ZDA«, štiri Disneyeve klasične dežele Adventureland, Westernland (Frontierland), Fantasyland in Tomorrowland, ter dve mini deželi Critter Country in Mickey's Toontown. Park je znan po velikem odprtem prostoru. kamor lahko spravi veliko množico ljudi tudi ob manj prometnih dneh. Leta 2007 je zabaviščni park Disneyland Tokio obiskalo 13,9 milijona gostov. To ga na lestvici najbolj obiskanih zabaviščnih parkov na svetu uvršča na tretje mesto, takoj za parkoma Magic Kingdom in Disneyland..
Disneyland Tokio je aprila 2008 začel praznovati 25. obletnico delovanja. Temu v čast so se začeli vrstiti posebni dogodki, zabava in pričakujejo da se bo to nadaljevalo tudi v letu 2009.

## Posvetilo
«Vsi ki prihajate v ta srečen kraj, dobrodošli. Tukaj boste odkrili očarljiv svet, dežel Fantasy in Adventure, Yesterday in Tomorrow. Naj bo Disneyland Tokio večen vir sreče, smeha, navdiha in domišljije vsem ljudem tega sveta. In naj bo to čarobno kraljestvo trajen simbol v duhu sodelovanja in prijateteljsta med dvema velikima narodoma, Japonsko in ZDA.« 
E. Cardon Walker, 15. april, 1983

## Tematska območja
Le z nekaj izjemami, ima Disneyland Tokio večino enakih atrakcij kot attractions found in Disneyland, Kalifornija in Magic Kingdom v Walt Disney World.

### World Bazaar
Namesto 'Main Street USA', ima Disneyland Tokio World Bazaar, najbolj znana po tem da je obdana s steklenim nadstreškom.
Tokio Disneyland je trenutno brez direktorja obratovanja.

### Adventureland
Za razliko od sesterskih parkov, Disneyland Tokio nima železnice, ki bi obkrožala park. Vendar je v Adventureland vseeno železniška atrakcija, imenovana Western River Railroad, vendar pa z njo ne morete potovati z enega na drugi konec; bolj je podobna krožni ekskurziji po deželi. Adventureland v Tokyo Disneyland ima zgrajen predel New Orleans,  kar je kombinacija New Orleans Square in Adventurelanda v Kaliforniji.

### Westernland
Deželo Frontierland je zamenjala dežela Westernland, zgrajena v stilu Divjega Zahoda, vendar podobna Frontierlandu.

### Fantasyland
Ikona parka Disneyland Tokia, grad pepelke Cinderella Castle, je skoraj identičen njegovemu dvojniku v  Walt Disney World na Floridi.
Tudi v deželi Fantasyland, one can find The Mickey Mouse Revue, an Audio-Animatronic musical show. This attraction originally debuted at Walt Disney World in 1971; it was later translated into Japanese and moved to Tokyo Disneyland. (The 3-D film Mickey's PhilharMagic now occupies the former Mickey Mouse Revue theater in Florida). The major E-ticket attraction in this land is Pooh's Hunny Hunt, a unique attraction featuring trackless technology and state-of-the-art special effects. Haunted Mansion also makes its home in Fantasyland, yet its exterior is the same Hudson River Gothic design as Walt Disney World's Haunted Mansion in Liberty Square.

### Tomorrowland
Tomorrowland dežela ima bolj urban videz in je videti bolj kot skupnost, kot pa prikaz tehnologij prihodnosti. Tukaj se lahko z atrakcijama Star Tours in Space Mountain. Vhod v Tomorrowland zelo spominja na tistega izvirnega ki je bil narejen za  Walt Disney World, preden so ga v zgodnjih devetdesetih prenovili.